# S Orionis

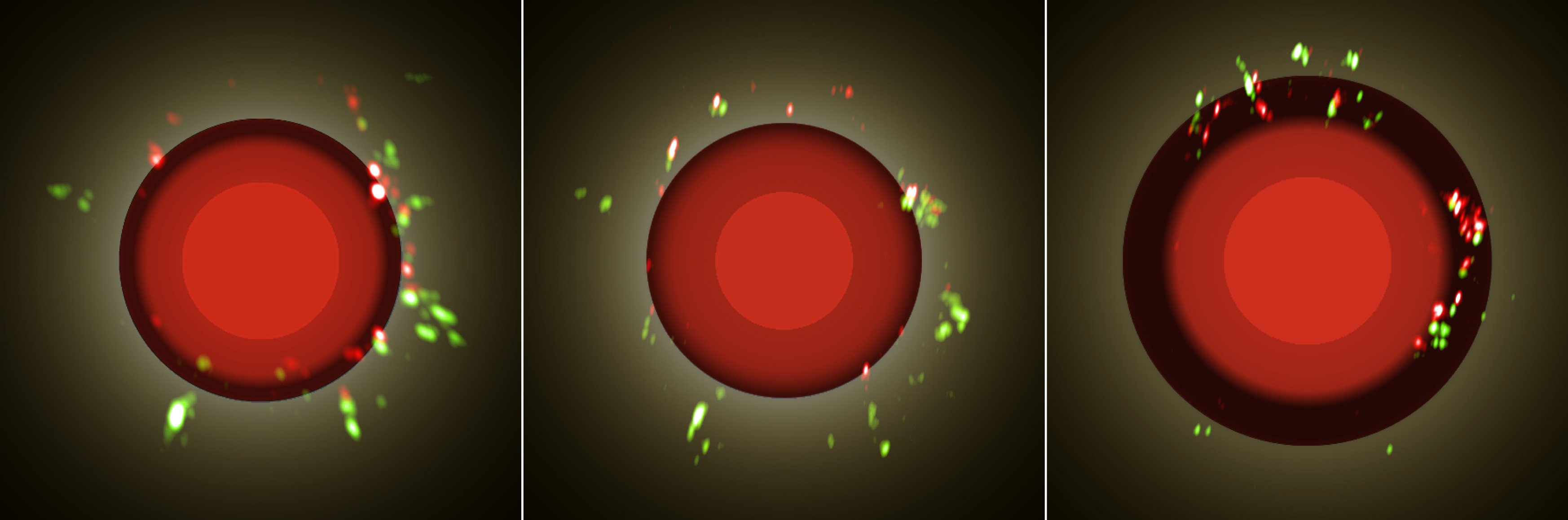
Las tres imágenes muestran diferentes fases de la pulsación de la estrella roja S Orionis. Los puntos rojos y azules son el resultado de la emisión de radio de la capa máser.

S Orionis (S Ori) es una estrella variable en la constelación de Orión. Se encuentra a 1370 ± 400 años luz de distancia del sistema solar.
S Orionis es una variable Mira de tipo espectral M6.5e - M9 cuyo brillo varía entre magnitud +7,2 y +14,0 en un período de 414,30 días.
Es una estrella evolucionada con una masa similar a la del Sol —nuestra estrella alcanzará esta fase en unos 5000 millones de años— que, cada año, pierde el equivalente a la masa terrestre.
Su diámetro angular varía entre 7,9 y 9,7 milisegundos de arco, que corresponde a un diámetro entre 1,9 y 2,3 UA, de 400 a 500 veces el del Sol.
Análisis en distintas longitudes de onda indican que cerca del mínimo es cuando la cantidad de polvo generada y la pérdida de masa son mayores. 
S Orionis tiene una temperatura superficial de 3750 K
y brilla con una luminosidad media 3470 veces superior a la del Sol.
Estudios de interferometría han permitido conocer la estructura de esta gigante roja pulsante.
Alrededor de la estrella propiamente dicha, existen tres componentes principales: una envoltura molecular interior, una envoltura de polvo más externa y, entre ellas, una capa de máser. La mayor parte de la envoltura de polvo está constituida por granos de óxido de aluminio —observados en la región infrarroja—, mientras que la emisión de radio máser proviene de moléculas de monóxido de silicio. El gas parece estar expandiéndose con una velocidad aproximada de 10 km/s.
Esta estrella finalizará sus días como una enana blanca de carbono y oxígeno, rodeada por una nebulosa planetaria.